# Línea 60 (Avanza Zaragoza)
|imagen=L60zgz1.jpg}}
La línea 60 es una línea regular de Avanza Zaragoza. Realiza el recorrido comprendido entre la avenida de los Estudiantes (barrio de Santa Isabel) y el intercambiador de Valle de Broto (Actur-Rey Fernando) de la ciudad de Zaragoza (España)
Tiene una frecuencia media de 10 minutos en laborables, 26 en sábados, 23 domingos y festivos.
La línea comenzó entre Plaza Mozart y Santa Isabel el 4 de diciembre de 2017 como sustituto a la antigua 45, pero el 28 de enero de 2019 amplió su recorrido hasta el Puente de Santiago por las calles Marqués de la Cadena, Valle de Broto y Avenida Pirineos. De esta forma la línea se conectaba con el Tranvía de Zaragoza ante las quejas. El 22 de abril de 2024 (estaba previsto para mayo del 2023) se amplió a la Avenida Estudiantes y al Actur-Rey Fernando.
Resultado de esta prolongación, se le añadió un bus más en días laborables, pasando a ser seis.

## Historia
Desde su creación, en 2017, ha tenido los siguientes recorridos:
-PLAZA MOZART - SANTA ISABEL
-PUENTE DE SANTIAGO - SANTA ISABEL 
-AVDA. ESTUDIANTES - ACTUR REY FERNANDO